# 徳島県道183号亀浦港櫛木線
徳島県道183号亀浦港櫛木線（とくしまけんどう183ごう かめのうらこうくしきせん）は、徳島県鳴門市を通る一般県道である。

## 概要
鳴門市鳴門町土佐泊浦から鳴門市瀬戸町を結ぶ。
鳴門の渦潮で有名な鳴門海峡がある大毛島の亀浦港から、島田島の山あいを抜けて四国を結ぶ、波の穏やかな瀬戸内海、小鳴門海峡の二つの瀬戸を渡る道である。大部分がかつて有料道路であった鳴門スカイライン（なるとスカイライン）であり、現在でも同路線の愛称として使用されている。県内屈指のドライブコースで、道路にかけられた7つの橋は高い地点でかけられているため、山と海の素晴らしい景色を眺めることができる。
道路は起伏に富み、ほぼ全線にわたって急勾配・急カーブと直線が交互に連続する。また、起点付近では落石が発生する恐れがあるため走行には注意が必要である。周辺の集落への連絡路はほとんどが1.5車線程度の狭隘路である。
島田島の中央には四方見展望台（よもみ てんぼうだい）があり、展望台と近くの四方見橋からは、釣り用のいかだ群が浮かぶウチノ海の風光明媚な風景を眺めることができる。沿線には他にも、ゴルフ場やホテル、休憩所等がある。

### 路線データ
- 起点：鳴門市鳴門町土佐泊浦福池（徳島県道11号鳴門公園線交点）
- 終点：鳴門市北灘町櫛木字井ノ尻（国道11号交点）
- 距離：11.028 km[2]（うち旧有料道路区間8.1 km）
- 制限速度：瀬戸町堂浦 - 瀬戸町北泊は40 km/h、それ以外は50 km/h

## 歴史
- 1969年（昭和44年）4月15日 - 徳島県道亀浦港櫛木線として認定。
- 1972年（昭和47年）3月10日 - 徳島県道183号亀浦港櫛木線として認定。
- 1996年（平成8年）8月1日 - 鳴門スカイラインが無料開放。

## 路線状況

### 別名
- 鳴門スカイライン（鳴門市）

### 道路施設

#### 橋梁
- 堀越橋：大毛島 - 島田島の2島を結ぶ堀越海峡に架かる橋。
- 四方見橋：島田島の2つの峰に架かる陸上の橋。橋全体に大きな勾配がつけられている。
- 小島田橋
- 小鳴門新橋：島田島 - 瀬戸町北泊を結ぶ、小鳴門海峡に架かる橋。

## 地理

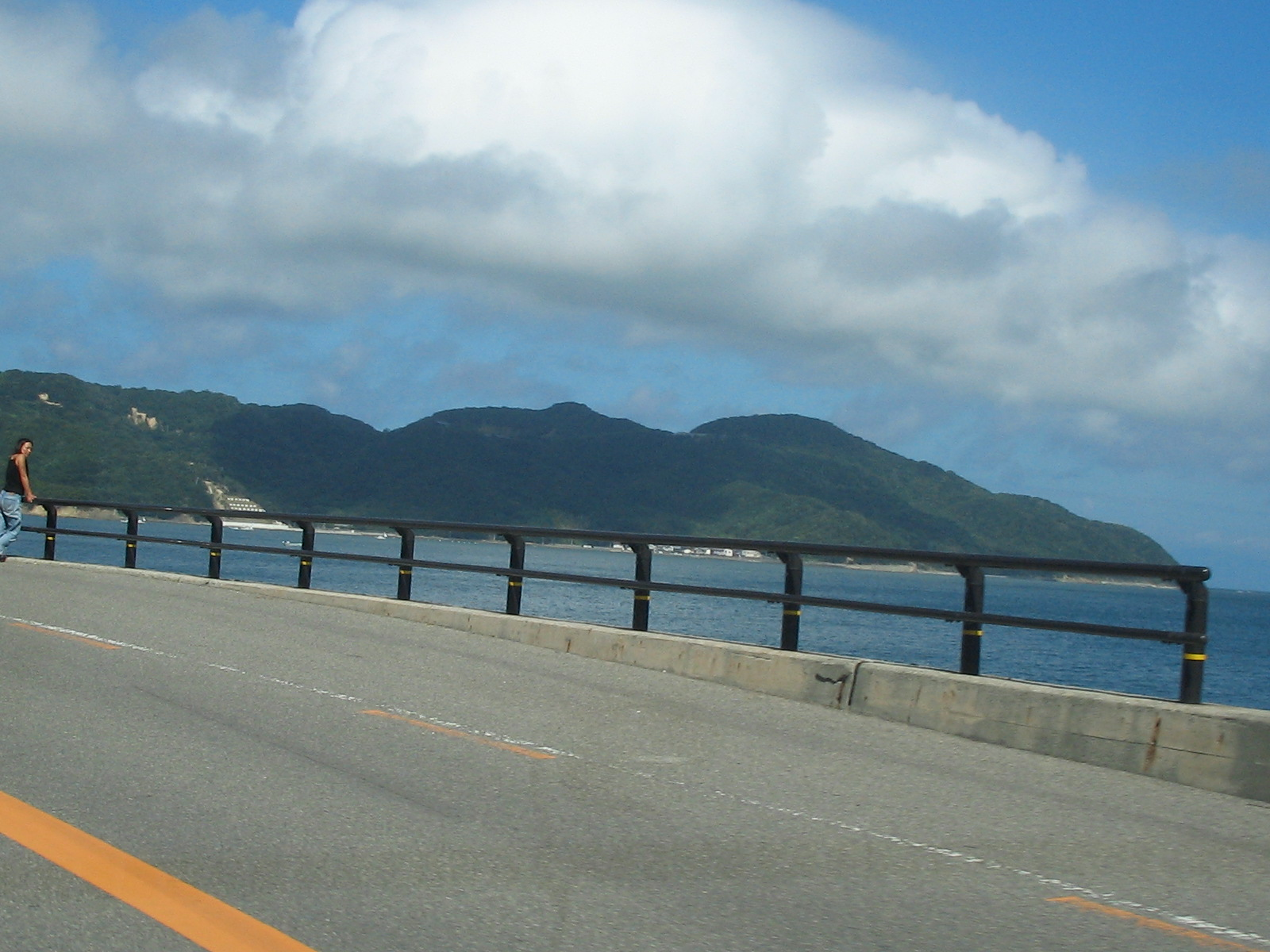
西行・亀浦港付近

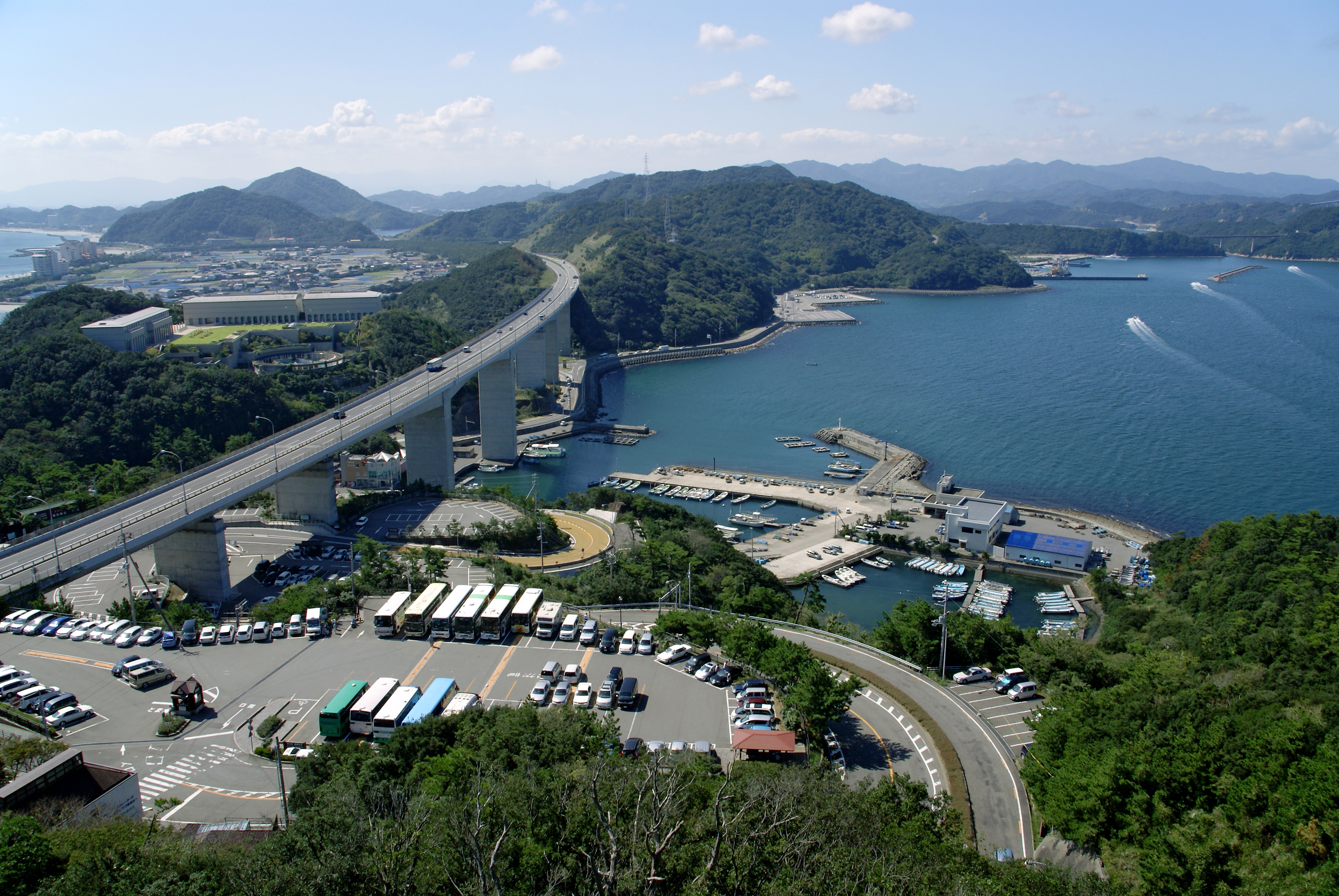
入口。右手前が亀浦港、左奥が大塚国際美術館、高架は神戸淡路鳴門自動車道

### 通過する自治体
- 鳴門市

### 交差する道路
| 交差する道路              | 交差する場所       | 交差する場所 |
| ------------------------- | ------------------ | ------------ |
| 徳島県道11号鳴門公園線    | 鳴門町土佐泊浦福池 | 起点         |
| 徳島県道182号瀬戸港線     | 瀬戸町北泊北泊     | [ 注釈 1 ]   |
| 国道11号 / 吉野川バイパス | 北灘町櫛木井ノ尻   | 終点         |

### 沿線
- 亀浦港（鳴門市鳴門町土佐泊浦）
- 鳴門観光港（鳴門市鳴門町土佐泊浦）
- 堀越駐車場
- 室駐車場
- 四方見展望台
- 馬越駐車場
- 大毛島
- 島田島
- ウチノ海
- 小鳴門海峡
- 鳴門カントリークラブ（鳴門市瀬戸町北泊）
- 日出湾